# 22 décembre 1978
Le vendredi 22 décembre 1978 est le 356e jour de l'année 1978.

## Naissances
- Abel Fernando Moreira Ferreira, footballeur portugais
- Annina Ucatis, actrice allemande
- Chris Jakubauskas, joueur américain de baseball
- Emmanuel Olisadebe, footballeur nigérien
- Hannes Kirchler, athlète italien
- Joanne Kelly, actrice canadienne
- Jody Morris, footballeur britannique
- José Luis Pérez Pastor, homme politique espagnol
- Mia Tyler, actrice américaine
- Mounir Ait Hamou, acteur belge
- Umid Isoqov, joueur de football ouzbek

## Décès
- Mária Mednyánszky (née le 7 avril 1901), pongiste hongroise
- Rochus Gliese (né le 6 janvier 1891), acteur, producteur, chef décorateur et réalisateur allemand
- Tecla Scarano (née le 20 août 1894), actrice italienne

## Événements
- Nouvelle Constitution en Thaïlande[1]
- Découverte des astéroïdes (14322) Shakura et (2836) Sobolev
- Création du drapeau de la Grèce